# Nicole Levesque
Nicole Levesque (Shaftsbury, 11 aprile 1972) è un'ex cestista e allenatrice di pallacanestro statunitense, professionista nella WNBA.

## Carriera
Ha disputato una stagione con le Charlotte Sting.